# Liste der Senatoren der Vereinigten Staaten aus Maryland
Die Liste der Senatoren der Vereinigten Staaten aus Maryland führt alle Personen auf, die jemals für diesen Bundesstaat dem US-Senat angehört haben, nach den Senatsklassen sortiert. Dabei zeigt eine Klasse, wann dieser Senator wiedergewählt wird. Die Wahlen der Senatoren der class 1 fanden 2024 statt, die Senatoren der class 3 wurden im November 2022 wiedergewählt.

## Klasse 1

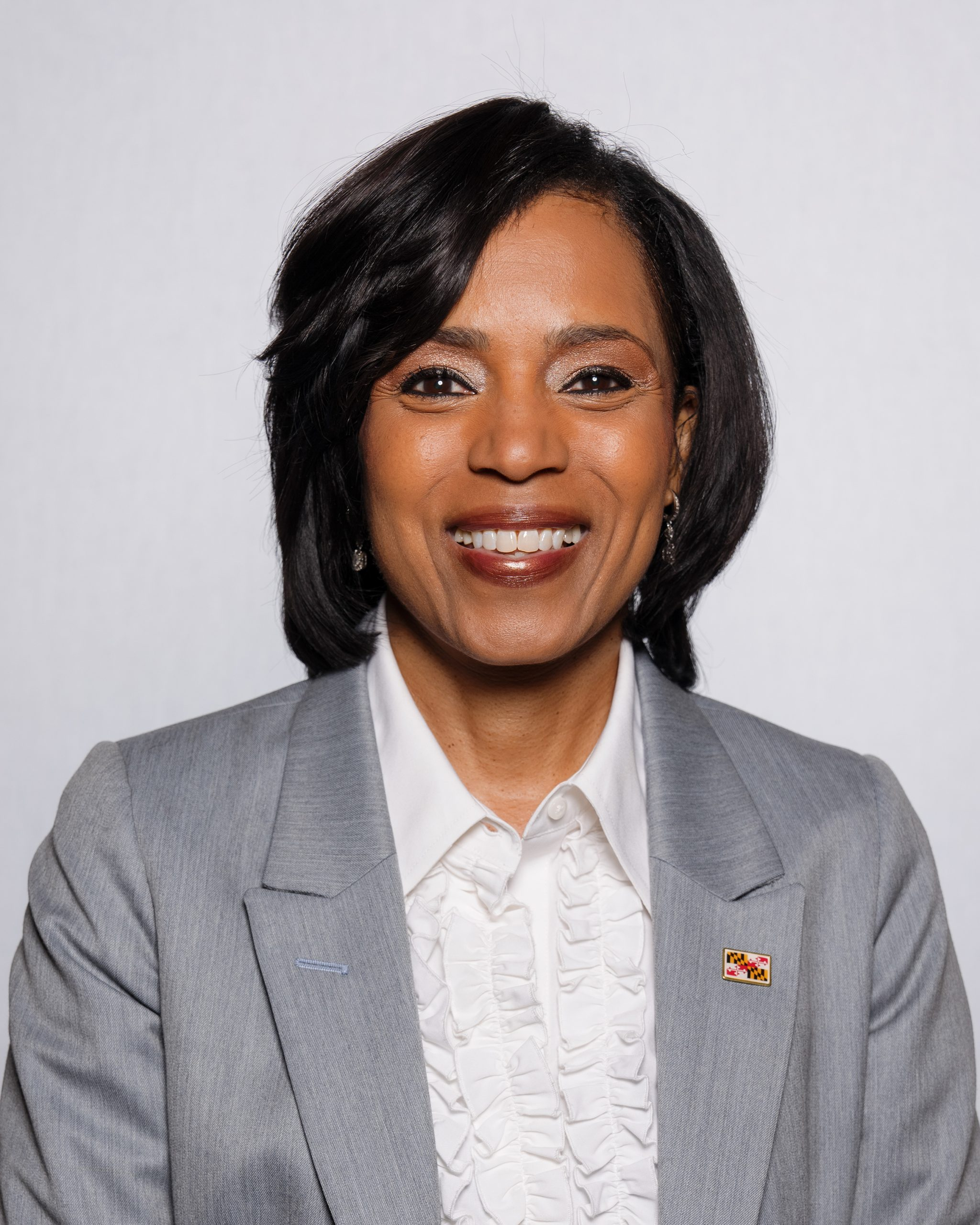
Angela Alsobrooks

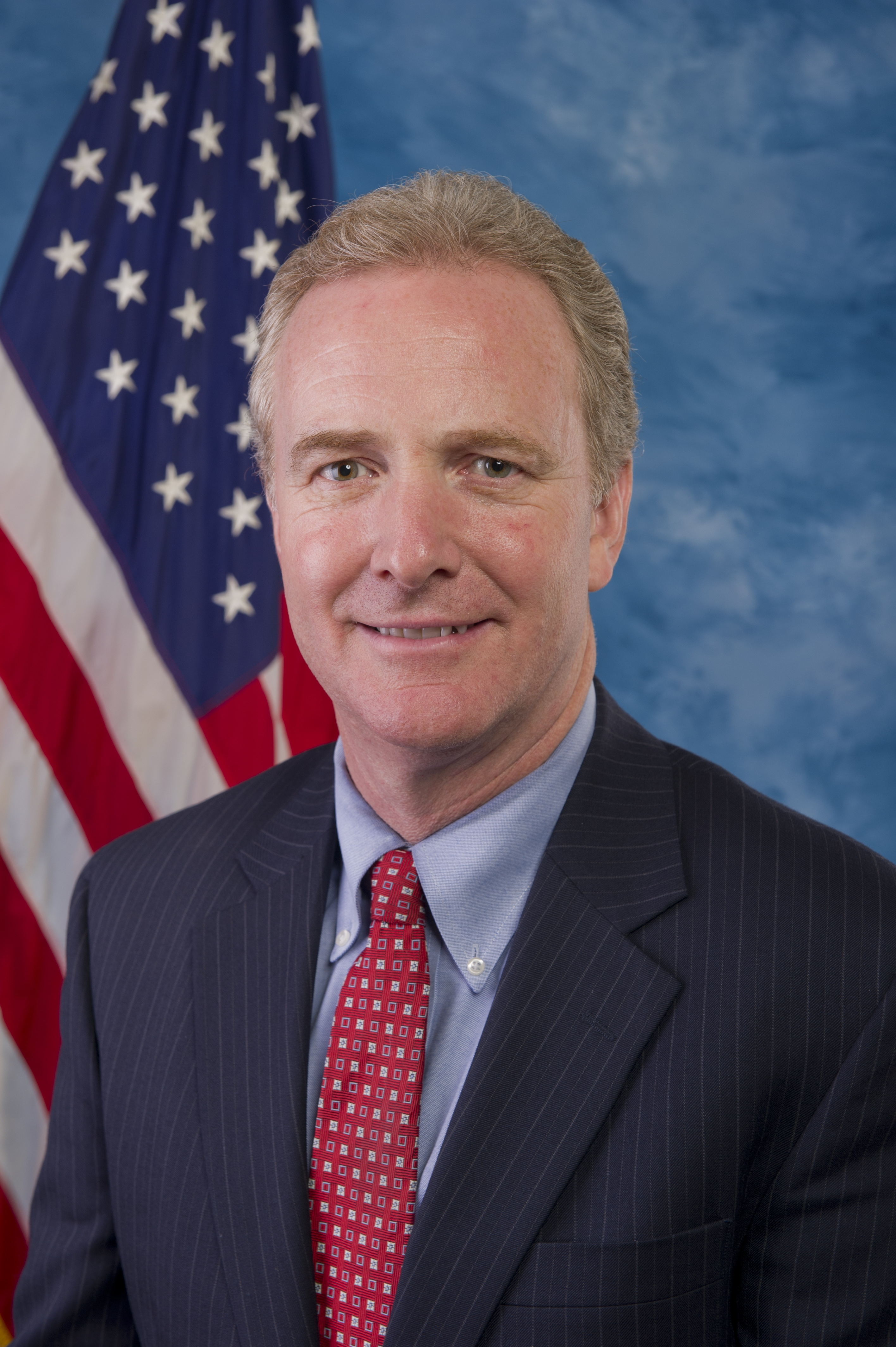
Chris Van Hollen

Maryland ist seit dem 28. April 1788 US-Bundesstaat und hatte bis heute 30 Senatoren der class 1 im Kongress, von denen drei, Samuel Smith, Reverdy Johnson und William Whyte jeweils zwei nicht unmittelbar aufeinanderfolgende Amtszeiten absolvierten. Maryland entsandte erst ab 1789 Senatoren.
| Name                          | Amtszeit  | Partei                                 | Lebensdaten                            |
| ----------------------------- | --------- | -------------------------------------- | -------------------------------------- |
| Charles Carroll of Carrollton | 1789–1792 | Föderalist                             | 19. September 1737 – 14. November 1832 |
| Richard Potts                 | 1793–1796 | Föderalist                             | 19. Juli 1753 – 26. November 1808      |
| John Eager Howard             | 1796–1803 | Föderalist                             | 4. Juni 1752 – 12. Oktober 1827        |
| Samuel Smith                  | 1803–1815 | Democratic Republican                  | 27. Juli 1752 – 22. April 1839         |
| Robert Goodloe Harper         | 1816      | Föderalist                             | Januar 1765 – 14. Januar 1825          |
| Alexander Contee Hanson       | 1816–1819 | Föderalist                             | 27. Februar 1786 – 23. April 1819      |
| William Pinkney               | 1819–1822 | Democratic Republican                  | 17. März 1764 – 25. Februar 1822       |
| Samuel Smith                  | 1822–1833 | Democratic Republican ab 1829 Demokrat | 27. Juli 1752 – 22. April 1839         |
| Joseph Kent                   | 1833–1837 | Whig                                   | 14. Januar 1779 – 24. November 1837    |
| William Duhurst Merrick       | 1838–1845 | Whig                                   | 25. Oktober 1793 – 5. Februar 1857     |
| Reverdy Johnson               | 1845–1849 | Whig                                   | 21. Mai 1796 – 10. Februar 1876        |
| David Stewart                 | 1849–1850 | Whig                                   | 13. September 1800 – 5. Januar 1858    |
| Thomas George Pratt           | 1850–1857 | Whig                                   | 18. Februar 1804 – 9. November 1869    |
| Anthony Kennedy               | 1857–1863 | Know-Nothing Party ab 1861 Unionist    | 21. Dezember 1810 – 31. Juli 1892      |
| Reverdy Johnson               | 1863–1868 | Unionist ab 1865 Demokrat              | 21. Mai 1796 – 10. Februar 1876        |
| William Pinkney Whyte         | 1868–1869 | Demokrat                               | 8. August 1824 – 17. März 1908         |
| William Thomas Hamilton       | 1869–1875 | Demokrat                               | 8. September 1820 – 26. Oktober 1888   |
| William Pinkney Whyte         | 1875–1881 | Demokrat                               | 8. August 1824 – 17. März 1908         |
| Arthur Pue Gorman             | 1881–1899 | Demokrat                               | 11. März 1839 – 4. Juni 1906           |
| Louis Emory McComas           | 1899–1905 | Republikaner                           | 28. Oktober 1846 – 10. November 1907   |
| Isidor Rayner                 | 1905–1912 | Demokrat                               | 11. April 1850 – 25. November 1912     |
| William Purnell Jackson       | 1912–1914 | Republikaner                           | 11. Januar 1868 – 7. März 1939         |
| Francis Preston Blair Lee     | 1914–1917 | Demokrat                               | 9. August 1857 – 25. Dezember 1944     |
| Joseph Irwin France           | 1917–1923 | Republikaner                           | 11. Oktober 1873 – 26. Januar 1939     |
| William Cabell Bruce          | 1923–1929 | Demokrat                               | 12. März 1860 – 9. Mai 1946            |
| Phillips Lee Goldsborough     | 1929–1935 | Republikaner                           | 6. August 1865 – 22. Oktober 1946      |
| George Lovic Pierce Radcliffe | 1935–1947 | Demokrat                               | 22. August 1877 – 29. Juli 1974        |
| Herbert Romulus O’Conor       | 1947–1953 | Demokrat                               | 17. November 1896 – 4. März 1960       |
| James Glenn Beall             | 1953–1965 | Republikaner                           | 5. Juni 1894 – 14. Januar 1971         |
| Joseph Davies Tydings         | 1965–1971 | Demokrat                               | 4. Mai 1928 – 8. Oktober 2018          |
| John Glenn Beall Jr.          | 1971–1977 | Republikaner                           | 19. Juni 1927 – 24. März 2006          |
| Paul Spyros Sarbanes          | 1977–2007 | Demokrat                               | 3. Februar 1933 – 6. Dezember 2020     |
| Benjamin Louis Cardin         | 2007–2025 | Demokrat                               | * 5. Oktober 1943                      |
| Angela Deneece Alsobrooks     | seit 2025 | Demokrat                               | * 23. Februar 1971                     |

## Klasse 3
Maryland stellte bis heute 30 Senatoren der class 3, von denen einer, Robert Goldsborough, zwei nicht unmittelbar aufeinander folgende Amtszeiten absolvierte.
| Name                        | Amtszeit  | Partei                | Lebensdaten                           |
| --------------------------- | --------- | --------------------- | ------------------------------------- |
| John Henry                  | 1789–1797 | Föderalist            | November 1750 – 16. Dezember 1798     |
| James Lloyd                 | 1797–1800 | Föderalist            | 1745–1820                             |
| William Hindman             | 1800–1801 | Föderalist            | 1. April 1743 – 19. Januar 1822       |
| Robert Wright               | 1801–1806 | Democratic Republican | 20. November 1752 – 7. September 1826 |
| Philip Reed                 | 1806–1813 | Democratic Republican | 1760 – 2. November 1829               |
| Robert Henry Goldsborough   | 1813–1819 | Föderalist            | 4. Januar 1779 – 5. Oktober 1836      |
| Edward Lloyd                | 1819–1826 | Democratic Republican | 22. Juli 1779 – 2. Juni 1834          |
| Ezekiel Forman Chambers     | 1826–1834 | Nationalrepublikaner  | 28. Februar 1788 – 30. Januar 1867    |
| Robert Henry Goldsborough   | 1834–1836 | Whig                  | 4. Januar 1779 – 5. Oktober 1836      |
| John Selby Spence           | 1836–1840 | Whig                  | 29. Februar 1788 – 24. Oktober 1840   |
| John Leeds Kerr             | 1841–1843 | Whig                  | 15. Januar 1780 – 21. Februar 1844    |
| James Alfred Pearce         | 1843–1862 | Whig ab 1857 Demokrat | 14. Dezember 1805 – 20. Dezember 1862 |
| Thomas Holliday Hicks       | 1862–1865 | Unionist              | 2. September 1798 – 14. Februar 1865  |
| John Angel James Creswell   | 1865–1867 | Unionist              | 18. November 1828 – 23. Dezember 1891 |
| Philip Francis Thomasa      | 1867–1868 | Demokrat              | 12. September 1810 – 2. Oktober 1890  |
| George Vickers              | 1868–1873 | Demokrat              | 19. November 1801 – 8. Oktober 1879   |
| George Robertson Dennis     | 1873–1879 | Demokrat              | 8. April 1822 – 13. August 1882       |
| James Black Groome          | 1879–1885 | Demokrat              | 4. April 1838 – 5. Oktober 1893       |
| Ephraim King Wilson         | 1885–1891 | Demokrat              | 22. Dezember 1821 – 24. Februar 1891  |
| Charles Hopper Gibson       | 1891–1897 | Demokrat              | 19. Januar 1842 – 31. März 1900       |
| George Louis Wellington     | 1897–1903 | Republikaner          | 28. Januar 1852 – 20. März 1927       |
| Arthur Pue Gorman           | 1903–1906 | Demokrat              | 11. März 1839 – 4. Juni 1906          |
| William Pinkney Whyte       | 1906–1908 | Demokrat              | 8. August 1824 – 17. März 1908        |
| John Walter Smith           | 1908–1921 | Demokrat              | 5. Februar 1845 – 19. April 1925      |
| Ovington Eugene Weller      | 1921–1927 | Republikaner          | 23. Januar 1862 – 5. Januar 1947      |
| Millard Evelyn Tydings      | 1927–1951 | Demokrat              | 6. April 1890 – 9. Februar 1961       |
| John Marshall Butler        | 1951–1963 | Republikaner          | 21. Juli 1897 – 14. März 1978         |
| Daniel Baugh Brewster       | 1963–1969 | Demokrat              | 23. November 1923 – 19. August 2007   |
| Charles McCurdy Mathias Jr. | 1969–1987 | Republikaner          | 24. Juli 1922 – 25. Januar 2010       |
| Barbara Ann Mikulski        | 1987–2017 | Demokrat              | * 20. Juli 1936                       |
| Christopher Van Hollen      | ab 2017   | Demokrat              | * 10. Januar 1959                     |

- a) Thomas wurde zwar gewählt, aber nicht in den Senat aufgenommen, da er die Südstaaten unterstützt habe